# Jemva
Jemva (Russisch: Емва) is een stad in de Russische autonome republiek Komi, Rusland. De stad is gelegen aan de rivier de Vym, 130 km ten noordoosten van Syktyvkar. 
Jemva werd in 1941 gesticht als Zjeleznodorozjni als nederzetting bij het in 1942 geopende spoorwegstation Knjazjpogost. In 1985 verkreeg het de stadsstatus. Bij die gelegenheid kreeg het de naam Jemva, de Komi-Zurjeense benaming voor de rivier de Vym.
| 1959   | 1970   | 1979   | 1989   | 2002   |
| ------ | ------ | ------ | ------ | ------ |
| 13.700 | 13.500 | 15.300 | 18.782 | 16.739 |

Bestuurlijk centrum: Syktyvkar

Jemva · Inta · Mikoen · Oechta · Oesinsk · Petsjora · Sosnogorsk · Voektyl · Vorkoeta